# Groupe de NGC 5007
Le groupe de NGC 5007 est un trio de galaxies situé dans la constellation de la Grande Ourse. La distance moyenne entre ce groupe et la Voie lactée est d'environ 123,3 Mpc (∼402 millions d'al). 

## Membres
Le tableau ci-dessous liste les trois galaxies du groupe indiquées dans l'article d'Abraham Mahtessian paru en 1998.
| Nom                       | Class. | Type           | α (J2000.0)   | δ (J2000.0) | Vitesse radiale (km/s) | m    | Distance (Mpc) | Diamètre (kal) |
| ------------------------- | ------ | -------------- | ------------- | ----------- | ---------------------- | ---- | -------------- | -------------- |
| NGC 5007                  | S0^-?  | Lenticulaire   | 13h 09m 14.4s | 62° 10′ 30″ | 8350 ± 2               | 13,3 | 124,8 ± 8,7    | 138            |
| CGCG 1305.7+6229 UGC 8214 | SB?    | Spirale barrée | 13h 07m 36.9s | 62° 12′ 57″ | 8300 ± 2               | 13,6 | 124,0 ± 8,7    | 110            |
| CGCG 1306.8+6233 UGC 8234 | S0/a   | Lenticulaire   | 13h 08m 46.5s | 62° 16′ 18″ | 8102 ± 41              | 13,1 | 121,1 ± 8,5    | 189            |

Le site DeepskyLog permet de trouver aisément les constellations des galaxies mentionnées dans ce tableau ou si elles ne s'y trouvent pas, l'outil du site constellation permet de le faire à l'aide des coordonnées de la galaxie. Sauf indication contraire, les données proviennent du site NASA/IPAC. 